# Уметност
Уметност (ијек. умјетност) јесте људска делатност или производ људске делатности која има за циљ стимулисање људских чула као и људског ума и духа; према томе, уметност је активност, објекат или скуп активности и објеката створених са намером на то да се пренесу емоције или/и идеје. Осим ове дефиниције, не постоји ниједна друга општеприхваћена дефиниција уметности, с обзиром да је дефинисање граница уметности субјективан акт, а потреба за уметношћу се обично назива људском креативношћу.
Уметност, као и рад, производња, егзистенција, религија, секс, наука, филозофија, припада култури. Она није само неодвојива у формалном смислу од свега што чини културу, већ је и у суштинском смислу јединствена с њом. Она је дата културом. Без културе и свега што чини културу, она и не постоји. Ова упућеност није спољна, већ унутрашња. Она је органска, па зато судбинска и фатална. Насупрот томе, такође и уметност одређује културу и по њој знамо о којој култури је реч.
Све ово је битно да би се могла разумети уметност, да би се схватило како и зашто постоје различитости у уметности, зашто јој се мењају интелектуални и други укуси, стилови, правци. Њен квалитет и ниво су културом одређени. Без разумевања ове органске зависности и везе, не бисмо могли разумети суштину.
Француски писац и интелектуалац Андре Малро каже: „Уметност није украс доколице, она је тешко освајање, једна од одлучујућих одбрана човека од судбине… уметност је антисудбина.“
Квалитет уметничког дела се обично процењује на основу количине стимулације коју оно изазива — утисак који оно оставља на људе, број људи у којима је то дело изазвало неку емоцију, у коликој мери то дело се цени, као и ефекат или утицај који то дело оставља данас или је оставило у прошлости. Већина уметничких дела која се генерално сматрају ремек-делима поседује ове атрибуте.
Нешто што стимулише само чула или само ум, или кад му је циљ нешто друго, не сматра се уметношћу, мада нека дела модерне уметности озбиљно доводе ову тврдњу у питање.
Сходно томе, нешто може бити процењено у потпуности као уметност, или уметност може бити део неког објекта. На пример, сликарство може бити чиста уметност, док столица, иако дизајнирана са практичним циљем и употребном вредношћу, може садржати елементе уметности баш у том истом дизајну.
Уметност која нема функционалну вредност или намеру се назива лепом уметношћу, док се делатност која поред уметничке вредности поседује и функционалну сврху назива занатом. Међутим, објекат може бити класификован и на основу намера свог творца које су присутне (или одсутне) у самом објекту. На пример, шоља, која очигледно има своју функционалну вредност јер се може употребити као посуда, може бити сматрана уметношћу ако је намера њеног творца била да превасходно направи украс, док сликање може бити процењено као занат ако се масовно производи.
У 19. веку, уметност је била пре свега окренута ка „Истини“ и „Лепоти“. Почетком 20. века долази до озбиљног преокрета у поимању уметности са доласком модернизма, а потом у другој половини 20. века са наговештајима постмодернизма.

## Употреба
Најраширенија употреба речи „уметност“ која је почела да добија на важности после 1750. године је схваћена као вештина да се произведе нешто са неким естетским резултатом. Енциклопедија Британика дефинише појам уметности као „коришћење вештине и имагинације у стварању естетских објеката, окружења или искустава која се могу поделити с другима“.
Према било којој од ових дефиниција речи „уметност“, уметничка дела су стара колико и само човечанство: од ране праисторијске уметности до савремене уметности. Многе књиге и чланци у часописима су написани о уметности. Године 1998, Волт Вивер је утврдио да је „очигледно ништа што се тиче уметности није више очигледно“.
Први и шири смисао речи уметност је онај који је остао најближи старом латинском значењу, које се отприлике преводи као вештина или занат, као и такође из протоиндоевропског корена које значи сређивање, украшавање. У том смислу, уметност је све што је претрпело процес намерног сређивања. 
Друго и новије значење речи уметности је скраћеница од креативна уметност или лепа уметност. Лепа уметност је појам који се користи како би се изразило да је уметник употребио своју вештину како би изразио своју креативност или како би пробудио естетску сензибилност публике, или пак како би привукао пажњу публике на „финије“ ствари.
Ако се вештина користи на уобичајен или практичан начин, обично ће бити сматрана занатом, а не уметношћу. Исто тако, ако се вештина користи у комерцијалне и индустријске сврхе, биће сматрана комерцијалном уметношћу. С друге стране, занати и дизајн се у одређеним условима сматрају примењеном уметношћу. Неки теоретичари сматрају да се разлика између лепе уметности и примењене уметности огледа више у вредносним судовима о уметности него у некој јасној дефиницијској разлици. Међутим, понекад циљ лепе уметности није само чиста креативност и лични израз уметника. Сврха уметничких дела може бити и саопштавање неке идеје, као што се то дешава са политички, духовно или филозофски мотивисаном уметношћу; да произведе осећај лепоте (види естетика); да истраже природу чула; из задовољства; или да произведу јаке емоције. Сврха уметничког дела такође може бити привидно одсутна.
Према Аристотелу, уметност увек има неки циљ. Ако је тај циљ сама уметност (уметност ради уметности) онда се ради о „лепим уметностима“.
Сама реч „уметност“ може да се односи на различите ствари, осећања и делања. Може бити студија креативне вештине, употребни процес креативне вештине, или искуство које публика има у интеракцији са креативном вештином. Креативна уметност („уметност“ као дисциплина) је скуп дисциплина („уметности“) којима се производе уметничка дела („уметност“ као објекат) створена личном надахнутошћу („уметност“ као делање) уметника, и одражавају поруку, расположење или симболику за посматрача који је интерпретира („уметност“ као искуство). Уметничка дела могу да се дефинишу као сврсисходне, креативне интерпретације бескрајних концепата или идеја које служе да би се саопштило нешто другој особи. Уметничка дела могу да буду прављена специјално у ову сврху, или пак могу да буду тумачена на основу слика или објеката.
Уметност је нешто што путем чула стимулише мисли, емоције, веровања или идеје појединца. Такође се може раћи да је израз идеје и може имати више обличја као и више различитих сврхи.

## Теорије уметности
Чланак Клемента Гринберга Модернистичко сликање (енгл. Modernist Painting), објављен 1960. године дефинисао је модерну уметност као „коришћење карактеристичних метода дисциплине у циљу критиковања саме дисциплине“.
Гринберг је први применио ову идеју на покрет апстрактног експресионизма и употребио га како би разумео и оправдао равну (неилузионистичку) апстрактност у сликању. Реалистична, натуралистичка уметност је била уметност имитације, користила је уметност да би сакрила уметност; модернизам је искористио уметност да би привукао пажњу на уметност. Стари мајстори су на ограничења средстава у сликарству (равна површина, облик потпоре, састојци боја) гледали као на негативне факторе који су морали бити прикривени. Модернизам та иста ограничења истиче у први план као позитивне факторе који се отворено истичу.
Иако у основи представља начин разумевања специфичног типа уметника, ова дефиниција модерне уметности подвлачи већину идеја о уметности у оквиру различитих уметничких покрета 20. и почетка 21. века.
Енди Ворхол је постао важан уметник критикујући популарну културу и свет уметности баш тим истим језиком поп-културе. Каснији, постмодернистички уметници из осамдесетих, деведесетих и прве деценије 21. века преузели су те идеје проширујући технику аутокритицизма излазећи из граница „високе уметности“ и примењујући идеју на све области културног стварања слика, укључујући моду, стрипове, билбордове и порнографију.

## Употребна вредност уметности
Једна од кључних карактеристика лепе уметности за разлику од примењене уметности је одсуство било какве употребне вредности. Међутим, ово схватање је критиковано као класна предрасуда, и противници погледа да уметност не може бити корисна кажу да свака људска активности ма неку употребну функцију и да објекти за које се тврди да су „бескорисни“, заправо имају функцију покушаја да мистификују и кодификују друштвене хијерархије. Понекад се такође тврди да корисност неког наизглед потпуно „некорисног“ дела је у ефекту који он оставља на свог ствараоца или посматрача.
Уметност такође користе терапеути, психотерапеути и клинички психолози као „уметничку терапију“. Уметност такође може да се користи у тестирању личности. Главни циљ у овом случају није крајњи производ - уметничко дело, већ лечење субјекта-ствараоца кроз креативан рад. Крајњи производ - уметничко дело може такође бити од велике помоћи у откривању евентуалних психичких проблема које стваралац може да има.
На пример, графити и други типови „уличне уметности“ су део разних култура младих као на пример америчка хип-хоп култура, која је политички ангажована, те су графити, као нешто што је законом забрањено, један од израза политичких ставова ове културне групације.
У друштвеном контексту, уметност може послужити за формирање јавног мишљења. Уметност је у прошлости често коришћена у пропагандне сврхе. Понекад су уметничка дела злоупотребљена у пропагандне сврхе, иако у ствари уметник није имао ту намеру када је стварао. Пример је Вагнерова музика коју је Хитлер употребио за ширење идеје Трећег рајха.
Са антрополошке стране гледишта, уметност често неким универзалним језиком преноси идеје и концепте са генерације на генерацију. Интерпретација овог језика је веома субјективна и зависи од контекста и перспективе посматрача.

## Класификацијске расправе о уметности
Уобичајена је расправа у историји уметности да ли је неко дело или нека врста делања уметност или не. Заправо, Филозофи уметности називају ове расправе „класификацијским расправама о уметности“. Класификацијске расправе су током 20. века укључивале кубизам и импресионизам, Дишанов писоар, савршене имитације новчаница, филмове, пропаганду, и др. Концептуална уметност понекад намерно гура границе онога што се сматра уметношћу и неки концептуални уметници, као на пример, Дејмијен Херст и Трејси Емин су аутори дела око којих се тренутно води расправа.
Видео-игре и ФРП су две области за које неки критичари тврде да су уметност, док други тврде да нису.
Филозоф Дејвид Новиц каже да неслагање у дефинисању шта је то уметност није главни проблем. Класификацијске расправе су веома често расправе о сопственим вредностима као и о правцу у ком друштво иде а не о самој теорији. На пример, када је Дејли Мејл критиковао Херстов и Еминин рад тврдњом:„Током 1000 година, уметност је била један од великих цивилизацијских покретача. Данас, овде у туршији и прљави кревети прете да нас све претворе у дивљаке“, они не успевају да дефинишу теорију уметности, већ доводе у питање вредност Херстовог и Емининог дела.
У 19. веку, овај тип расправа се водио око дела Теодора Жерикоа, Сплав Медуза (1820), који су многи сматрали као оштру осуду немарности француске владе у вези са бродоломом француске фрегате Медуза. Такође је велику расправу изазвала слика Едуара Манеа, Доручак на трави (1863), где скандал није била нагост жене, већ то што седи у друштву потпуно обучених мушкараца, као и дела Теодора Сингера Сарџента и његовог Портрета Мадам Икс (1884), који је изазвао велико негодовање због црвенкасто-розе боје употребљене за ушну шкољку модела, јер се то сматрало превише сугестивним и погубним за добру репутацију модела из високог друштва.
У 20. веку, контроверзну уметност представљају Пабло Пикасо и његова Герника (1937), Леон Голуб и Испитивање III (1958), где је америчка јавност била шокирана призором нагог тела затвореника са капуљачом на глави и везаног за столицу, окруженог обичним и нормалним полицајцима, као и Андрес Серано и Христ у мокраћи (1989).
Године 2001, Ерик Фишл је извајао скулптуру Лежећа жена, у спомен онима који су погинули скачући или падајући 11. септембра. Ова скулптура је била постављена у Рокфелеровом центру у Њујорку, али је у након годину дана била уклоњена с објашњењем да је била „превише узнемиравајућа“

## Форме, жанрови, материјали и стилови
Креативне уметности се често деле на посебне категорије, као што су на пример декоративне уметности, пластичне уметности, визуелне уметности итд. На пример, сликарство је форма визуелне уметности, а поезија је књижевна форма.

### Форма
Уметничка форма је специфична форма уметничког израза. Овај израз је одређенији од термина уметност, али мање специфичан од термина жанр. Неки примери уметничких форми су:
- Сликарство
- Цртање
- Штампа
- Скулптура
- Керамика
- Графички дизајн
- Дигитална уметност
- Музика
- Поезија
- Дизајн игри
- Архитектура
- Филм
- Позориште
- Фотографија
- Цртани филм
- Оригами
- Мозаик
- Графити
- Мејл-арт
- итд.

### Жанр
Жанр је скуп конвенција и стилова који се користе како би се постигла уметничка форма. На пример, сликање може бити мртва природа, апстрактно, портрет, или пејзаж, а такође може обрађивати историјске, социјалне или неке друге теме. У филму, жанр би био историјски филм, комедија, драма, акциони филм, итд. Границе између форме и жанра су веома нејасне. Тако на пример, постоји недоумица да ли су речи песме уметничка форма која није исто што и поезија, или је жанр поезије, или да ли је филм жанр фотографије или потпуно друга форма уметничког израза, различита од фотографије.

### Медији
Уметнички медиј је оно од чега је уметничко дело направљено. На пример, камен или бронза су медији од којих се понекад праве скулптуре. Вишеструке форме могу да деле медиј (звук је медиј који се користи и у музици и у поезији), или једна форма може да користи вишеструке медије.

### Стилови
Уметников стил или је посебан начин рада који уметник има при стварању уметничког дела. Понекад стилови одражавају неку посебну уметничку филозофију или циљ. На пример, Џој дивижон би у музичком смислу, могао да се окарактерише минималистичким музичким стилом. Понекад је стил уско везан за одређени историјски период, или одређени уметнички покрет. Тако су Далијеве слике сликане у надреалистичком стилу, на пример.
Стил може везан за технику која се користи, или за ефекат који производи. Уметност Роја Ликтенстајна карактерише поентилистички стил јер Ликтенстајн користи ситне тачке, иако у суштини нема ништа заједничко са осталим поентилистима. Ликтенстајн је користио бен-деј тачке, које су се користиле за бојење стрипова: имају једнаке размаке између себе и формирају равне обојене површине; поентилизам користи тачкице чији распоред дочарава варијације у боји и дубини.
Многи термини који се користе за описивање уметности, а нарочито уметности најновијег доба, тешко се могу подвести под категорију форме, жанра или стила, чак се и ове категорије доводе понекад у питање. Нико не сумња у постојање пејзажне уметности, али се поставља вечито питање да ли је она посебна форма уметности, или је пак жанр архитектуре, или је можда стил у оквиру жанра пејзажне архитектуре. Или, да ли је стрип уметничка форма, или је медиј, жанр, стил, или нешто сасвим друго?

## Историја уметности
Уметност датира још из праисторијског доба. Пронађене су скулптуре, пећинско сликарство и петроглифи који су стари око 40.000 година и датирају из старијег каменог доба. Тачно значење ове уметности још увек није потпуно утврђено јер се превише мало зна о културама које су је произвеле. До скора, најстарије уметничко дело на свету је био комад накита — мале бушене шкољке које су старе око 75.000 година и које су откривене у јужноафричкој пећини. Међутим, најновије откриће истих таквих шкољки у мароканској пећини помера границе за неких 7.000 година — шкољке нађене у Мароку су старе неких 82.000 година.
Велике уметничке традиције базиране су на уметности једне од великих старих цивилизација: Стари Египат, Месопотамија, Персија, Индија, Кина, Античка Грчка, Антички Рим или Арабија (стари Јемен и Оман).
Сваки од ових центара ране цивилизације развио је сопствени јединствени стил у уметности. Захваљујући својој величини и трајању, знатан део уметничких дела ових цивилизација је преживео и њихов утицај је пренесен на друге културе у каснијим историјским периодима. Ове цивилизације су, такође, прве забележиле како су уметници радили. На пример, античкогрчка уметност је обожавала физичке форме људског тела и у складу са тим, развиле су се вештине којима би се приказала мускулатура, поза, лепота људског тела, као и анатомски коректне пропорције.
Уметност Византије и готичка уметност западноевропских земаља у средњем веку, углавном се фокусирала на израз и интерпретацију библијских и нематеријалних истина, стављајући акценат на методе које би увеличале славу духовног света као златна боја на сликама, стакло у мозаицима и прозорима, и приказ ликова у идеализованој и шематизованој форми (нпр. дводимензионалне, равне форме).
Појава ренесансе у западноевропским земљама је вратила вредновање материјалног света, као и место човека у њему, што се одражава у уметничким формама, које враћају реалност у приказу људског тела, као и тродимензионалност пејзажа.
На Истоку, одбацивање иконографије у исламској уметности довело је до стављања нагласка на геометријским облицима, исламској калиграфији и архитектури. На Далеком истоку, религија је такође доминирала у уметничким стиловима и формама. У уметности Индије и Тибета биле су посебно заступљене обојене скулптуре и плес са религиозним бојењем који је позајмљивао многе конвенције од скулптуре дајући светлост контрастним бојама стављајући нагласак на линију. Кинеска уметност се карактерише резбарењем у жаду, бронзи, лончарству (укључујући невероватну глинену војску ратника Си'ана цара Ћина, поезији, калиграфији, музици, сликарству, драми, итд. Кинески стилови прилично варирају од периода до периода и традиционално се називају именом династије која је у то доба владала. Тако, на пример, сликарство династије Танг је монохроматично и оскудно у украсу, са акцентом на идеализованим пејзажима, али сликарство династије Минг је разноврсно, пуно боја, и концентрише се на причање прича путем сета композиције.
Периоди у јапанској уметности такође су добили име по царским династијама, и такође, као и кинеска уметност, веома се разликује од периода до периода.
Доба просвећености у 18. веку је донело представљање физичких и рационалних истина прецизног универзума, као и политичке и револуционарне визије пост-монархистичког света, као што је Блејков портрет Њутна као божанског геометра или Давидово пропагандистичко сликарство. Ова стремљења су довела до романтичарског одбацивања свега рационалног и окретања ка људској емотивној страни и индивидуализму, по узору на Гетеове романе. Касни 19. век је донео многобројне нове правце у уметности, као академизам, симболизам, импресионизам, фовизам итд.
Двадесети век је донео нова револуционарна научна открића, као Ајнштајнова теорија релативитета
 или Фројдове теорије у психологији, али и велики технолошки развој, убрзан имплозијом цивилизације у два светска рата. Историја уметности 20. века је историја бескрајних могућности и потраге за новим стандардима, од којих је сваки претходни био прегажен оним који му је следио. Параметри импресионизма, експресионизма, фовизма, кубизма, дадаизма, надреализма, итд, не могу да се одрже ван оквира простора у ком су настали.
Све присутнија глобална интеракција током овог времена донела је у западну уметност еквивалентне утицаје из других култура (на пример, Пабло Пикасо је био под великим утицајем афричке уметности). Јапанска уметност је доста утицала на импресионисте, а сама западна уметност је извршила велики утицај на источноевропску уметност у 19. и 20. веку са идејама комунизма и постмодернизма које су извршиле велики утицај на уметничке стилове.
Модернизам је отворио пут реализацији своје неукротивости у другој половини 20. века. Релативност је прихваћена као неизбежна истина, која је довела до периода савремене уметности и постмодернистичке критике, где се светске културе и историја толико прожимају и мењају форме, да неки критичари већ сматрају да се више не може говорити о регионалним културама, већ о једној, глобалној култури.

## Лепе уметности
Шарл Бато (фр. Charles Batteaux) је 1746. године створио термин „лепе уметности“ под који су по њему спадале плес, флорикултура, вајарство, музика, сликарство и поезија. Касније је додао архитектуру и елоквенцију. У каснијим периодима, листа је претрпела више измена јер ће јој различити аутори додавати и уклањати елементе. Рикото Канудо, први филмски теоретичар, биће први који ће 1911. године квалификовати филм као седму уметност.
Тренутно, следеће уметности се рачунају као лепе уметности:
- Првих шест су архитектура, плес, вајарство, музика, сликарство и књижевност, подела која је преузета од старе Грчке.
- Седма уметност је филм.
- Осма уметност је фотографија, иако се понекад дефинише као део сликарства.
- Девета уметност је стрип, иако се понекад дефинише као прелаз између сликарства и филма.

Неки ову листу проширују телевизијом, модом, рекламама или видео играма.